# 土田ユミ
土田 ユミ（つちだ ゆみ、1960年6月8日 - ）は、日本の女優。福井県出身。

## 人物・来歴
- 1983年に青年座研究所入所[1]。同年開催のミュージカル公演『タンジー』（松竹）でデビュー[1]。
- 妹は女優のつちだりか。
- 一時期、福井ふるさと大使を務めていた。
- 趣味はピアノ、陸上競技（1990年当時のプロフィールによる）[1]。

## 出演

### テレビドラマ
- 金曜女のドラマスペシャル「渡良瀬川冬ものがたり」（1985年2月15日、フジテレビ）
- 土曜ワイド劇場「考古学者シリーズ(4)・若妻殺し」（1985年7月13日、テレビ朝日）
- ライスカレー（1986年4月3日 - 6月26日、フジテレビ）
- 土曜ワイド劇場「考古学者シリーズ(5)・未亡人殺し」（1986年10月25日、テレビ朝日）
- 中学生日記（1988年4月10日 - 1990年3月4日、NHK教育） - 松岡先生
- 火の用心（1990年7月7日 - 9月29日、日本テレビ）
- 腕におぼえあり 第2シリーズ 第2話「番場町別宅」（1992年9月11日、NHK総合）
- はやぶさ新八御用帳 第24話「女密偵・お鯉」（1994年3月25日、NHK総合）
- 土曜ワイド劇場「状況曲線」（1994年11月26日、テレビ朝日） - 方言指導
- 星の金貨 第1シリーズ（1995年4月12日 - 1995年7月12日、日本テレビ）
- きっと明日は（1996年4月10日 - 1997年3月5日、NHK教育）
- フードファイト 第7話「あなたが僕のお母さん!?涙のコロッケ対決」（2000年8月12日、日本テレビ）
- 蔵の宿（2000年10月2日 - 12月1日、CBC）
- 水曜女と愛とミステリー「信濃のコロンボ事件ファイル(4)・戸隠伝説殺人事件」（2003年8月31日、テレビ東京）
- 川、いつか海へ 6つの愛の物語 第6話（2003年12月26日、NHK総合）

### 舞台
- Wの悲劇93